# Guglielmo Stendardo (maresciallo)

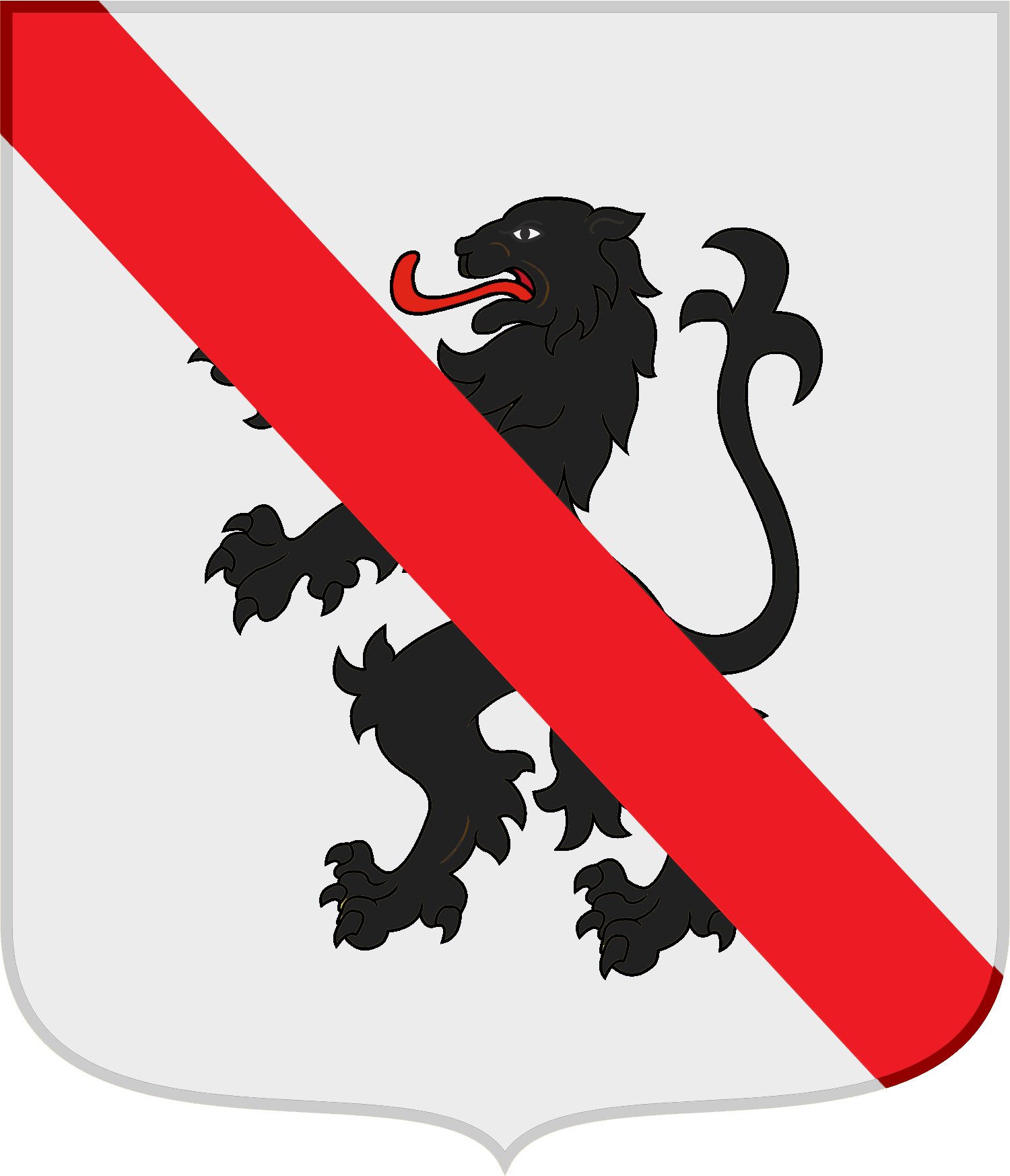
Stemma Stendardo

Guglielmo Stendardo, in lingua francese Guillaume Étendard (Berre-l'Étang, 1217 circa – Napoli, 1271), è stato un ammiraglio e generale francese naturalizzato italiano.

## Biografia
Di famiglia nobile francese originaria della Provenza, di cui fu siniscalco, scese in Italia al seguito del Re Carlo I d'Angiò. Da questi, in seguito alla campagna d'Italia che lo portò ad essere Re del Regno di Sicilia nel 1265, fu nominato maresciallo di Lombardia e Sicilia e, nel 1267, grande ammiraglio del Regno. Nel 1268, mentre Carlo I d'Angiò si trovava a Lucera, fu mandato in Sicilia ad arginare una rivolta della fazione guidata da Corrado Capece che parteggiava per Corradino di Svevia. Il condottiero francese ebbe la meglio, segnalandosi per le atrocità commesse, in particolare ad Augusta e a Centuripe, dove la popolazione fu massacrata: allo stesso Capece, prima di essere impiccato ed esposto sulla spiaggia di Catania, furono cavati gli occhi. Non a caso, per la crudeltà mostrata in Sicilia, fu definito come un "uomo di sangue". Nell'agosto dello stesso anno, al comando di uno dei tre squadroni angioini, partecipò alla battaglia di Tagliacozzo, che sancì la definitiva caduta degli Hohenstaufen. Fu sepolto nella Basilica di San Lorenzo Maggiore di Napoli.